# Battaglia di Konya
La battaglia di Konya venne combattuta il 21 dicembre 1832 a Konya (Turchia) tra le forze dell'Impero ottomano e quelle del Eyalet d'Egitto (dinastia alawita) al comando del principe ereditario Ibrāhīm Pascià. Pur in netta inferiorità numerica (15 000 effettivi egiziani contro 53 000 turchi), Ibrahim inflisse una pesante sconfitta alle forze del sultano Mahmud II, guidate dal gran visir Reshid Mehmed Pascià. Lo scontro volse a netto favore dell'Egitto le sorti della Prima guerra ottomano-egiziana, costringendo la Sublime porta a ricorrere all'aiuto dell'Impero russo per pacificare la contesa.